# Risako Kawai
Risako Kawai (født 21. november 1994) er en japansk bryder, der konkurrerer i fristil.
Hun repræsenterede Japan ved sommer-OL 2016 i Rio de Janeiro, hvor hun vandt guld i 63 kg.
Under sommer-OL 2020 i Tokyo, som blev afholdt i 2021, vandt hun guld.